# فستان كوكتيل

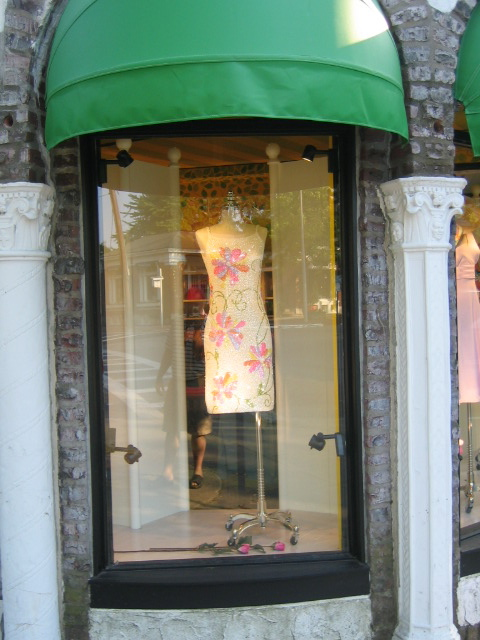
ثوب كوكتيل

ثوب كوكتيل أو فستان كوكتيل هو الزي الذي ترتديه المرأة في حفلات كوكتيل، وشبه الرسمية من المناسبات.
طول فساتين الكوكتيل يختلف باختلاف الموضة والعرف المحلي. طولها يتراوح من فوق الركبة إلى أن يلامس الكاحل.
في المناسبات شبه الرسمية، يكون الفستان أقل تفصيلا، ويمكن أن يكون أقصر طولا، عندما يكون السادة في بدلات داكنة. قبل منتصف القرن العشرين هذا النوع من اللباس كان يعرف باسم «فستان بعد الظهيرة». بينما السادة في بدلات الأعمال.